# Golšovo
Golšovo (nemško Göltschach) je naselje v Občini Žihpolje v Okraju Celovec-dežela na Koroškem v Avstriji.